# Thomas Overbury

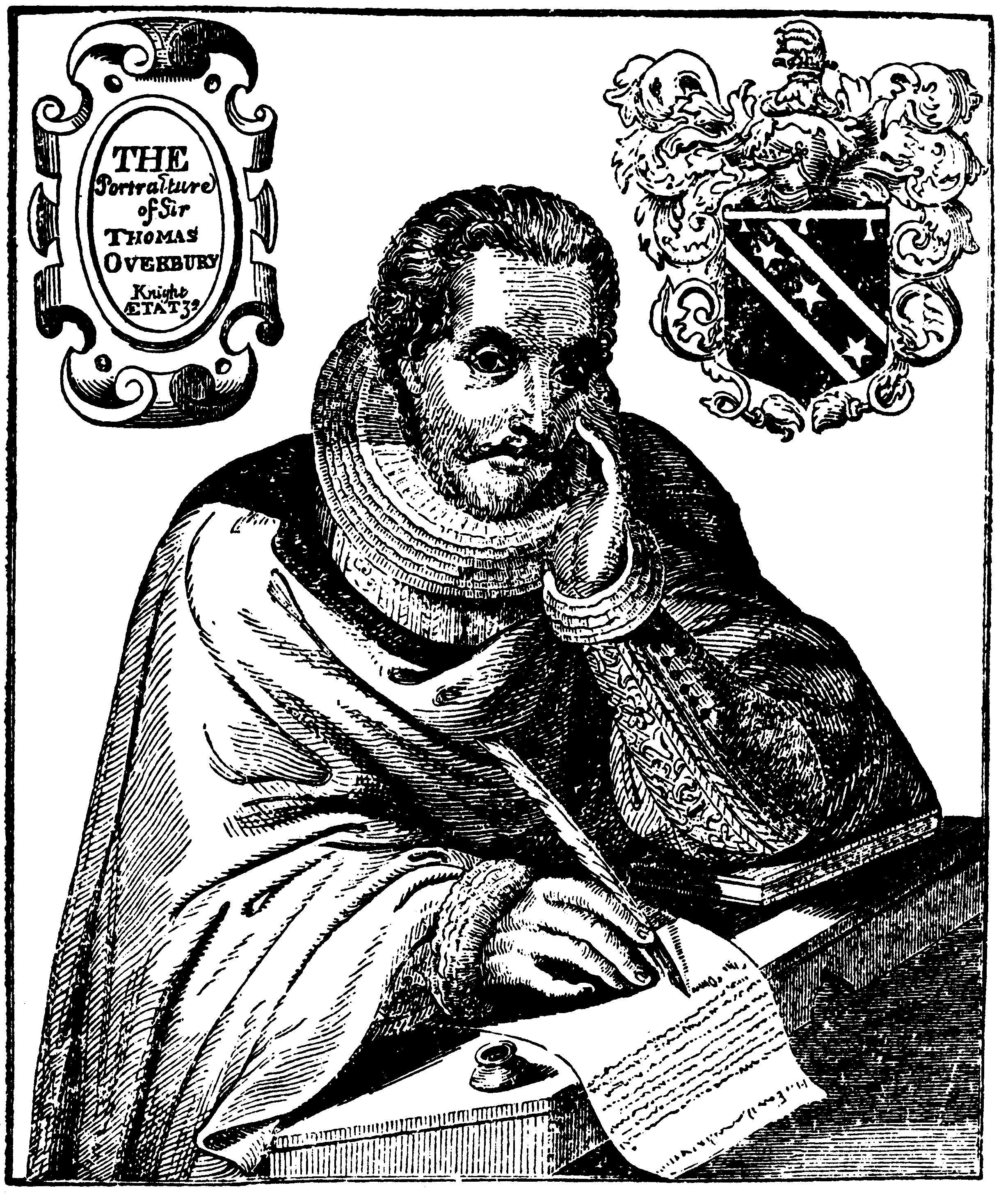
Thomas Overbury.

Thomas Overbury, född 1581, död den 15 september 1613, var en engelsk lyriker och essäist. Han blev mördad i Tower of London i ett av engelsk historias mest sensationella rättsfall. Overbury var son till Nicholas Overbury från Bourton-on-the-Hill. Han föddes på Compton Scorpion nära Ilmington i Warwickshire.

## Tidigt liv och karriär
Hösten 1595 blev han gentleman commoner vid Queen's College i Oxford. Han tog en bachelorgrad 1598, och reste till London för att studera juridik vid Middle Temple. Han blev bekant med Robert Cecil, reste på kontinenten och fick ett rykte för stort intellekt och frigjorda maner. Omkring 1601 mötte han Robert Carr under en ferie i Edinburgh. De två blev goda vänner och reste till London tillsammans.
Det ser ut som om Overbury sörjde för att få Carr introducerad vid hovet. Då Carr 1606 tilldrog sig Jakob I:s uppmärksamhet genom att bryta kungens ben under dystning var Overbury redan servitor-in-ordinary, en hovmedlem av lägre grad. Overbury blev slagen till riddare i juni 1608. Året efter reste han i Frankrike och Nederländerna. Carr och Overbury var oskiljaktiga, något som fortsatte efter att Carr blev upphöjd till viscount Rochester 1610.
Då Robert Cecil dog 1612 tog Howardfraktionen, som bestod av Henry Howard, 1:e earl av Northampton, Thomas Howard, 1:e earl av Suffolk, Suffolks svärson William Knollys, 1:e earl av Banbury, Charles Howard, 1:e earl av Nottingham och sir Thomas Lake snabbt över kontrollen. Carr kom in i denna fraktion efter att ha inlett ett förhållande med den gifta Frances Howard, hustru till Robert Devereux, 3:e earl av Essex, men var inte redo för uppgifterna och måste ofta vända sig till Overbury för att få hjälp.
Overbury hade till en början starka invändningar mot intrigerna Carr drog in honom i. Han påpekade också att Frances Howard var känd för sin brist på blygsel. Men Carr var förälskad och återgav det Overbury hade sagt för sin älskarinna. Overbury skrev under denna tid dikten His Wife, som handlar om vilka dygder en ung man bör leta efter hos en kvinna innan han gifter sig med henne. Lady Essex fick höra av andra att hans avsikt med dikten var att avslöja hennes fel för Carr.
Lady Essex bestämde sig för att lura Overbury i en fälla, så att det skulle se ut som om han var vanvördig mot kungen. Jakob blev anmodad att sända Overbury som ambassadör till Ryssland, men Overbury tackade nej eftersom han inte ville skiljas från Carr. Kungen blev så rasande över detta att han kastade Overbury i Towern den 22 april 1613. Howardfraktionen lyckades få kungens stöd för att få en annullering av lady Essex äktenskap beviljad. Annulleringen genomdrevs den 25 september 1613 med impotens som föregiven orsak, trots att Essex nekade till att han hade ett sådant problem. Bröllopet mellan Carr och lady Essex var årets händelse vid hovet och odödliggjordes på vers av John Donne.

## Mordet
Under tiden hade Overbury dött i Bloody Tower. Sommaren 1615 kom det fram att han hade blivit förgiftad. Bland de misstänkta fanns Frances Howard och Robert Carr. Den sistnämnde var inte längre kungens favorit, utan hade blivit ersatt av George Villiers. Frances Howard medgav att hon hade tagit del i mordet, men Carr nekade. Bägge blev befunna skyldiga och dömdes till döden, men blev benådade. Fyra andra anklagade blev avrättade.
Kungen blev också indragen i saken, något som orsakade obotlig skada för hans hov. Då mordet avslöjades efter drygt ett år var kungen motvillig till att väcka åtal, men måste till slut gå med på det. Under rättegången i slutet av 1615 och början av 1616 lades detaljerna runt mordet fram av Edward Coke och Francis Bacon. Det blev aldrig fastställt hur stor roll Carr hade spelat i mordet eller om han ens var inblandad.
Hans blivande hustru hade fått guvernören i Towern, William Wade, avsatt och ersatt av en som var lojal mot henne, Gervaise Elvis. Hon sörjde också för att få dit en fångvaktare, Weston, som skall ha varit medicinskt kunnig. Han fick hjälp av en fru Turner, som var änka efter en läkare, och apotekaren Franklin. Overbury togs av daga med svavelsyra i form av kopparvitriol. Doserna han fick var dock för små, och han plågades i två månader innan han till slut dukade under.